# Величко Дмитро Олександрович
Величко Дмитро Олександрович (1 лютого 1989, м. Білопілля, Сумська область) — український художник, галерист, заслужений діяч мистецтв України, декан художньо-графічного факультету Південноукраїнського національного педагогічного університету імені К. Д. Ушинського, викладач кафедри образотворчого мистецтва, член Національної спілки художників України та Національної спілки журналістів України.

## Освіта, професійні досягнення
У 2012 році Дмитро Величко закінчив Південноукраїнський національний педагогічний університет імені К. Д. Ушинського (Одеса) за спеціальністю образотворче мистецтво та кваліфікацією викладач образотворчого мистецтва. У 2015 році закінчив аспірантуру того ж ВНЗ.
З 2012 року є викладачем кафедри образотворчого мистецтва художньо-графічного факультету ПНПУ (теорія та практика малюнку, теорія та практика живопису, теорія та практика композиції, навчальна (художньо-творча) практика). У 2015 році став заступником декана факультету. На даний час є деканом.
У 2012 році Дмитра Величка прийнято до лав Національної спілки художників України, а в 2019 році він став членом Національної спілки журналістів України.
Стажувався за кордоном в Економічному університеті м. Краків (Польща, 2019).
Звання «Заслужений діяч мистецтв України» присвоєне Указом Президента України № 416/2020 від 30 вересня 2020 року.
В науковому доробку автора 10 наукових публікацій з теорії та практики живопису, навчальної практики, 14 свідоцтв про реєстрацію авторського права на твір.
Організатор міжнародних науково-практичних конференцій «Збереження і розвиток традицій пленеру: художня освіта та арт-туризм» в Університеті Ушинського.
Включений до видання «Золотий фонд нації. Українці: творчість, інновації, інвестиції 2019».

## Творчість
Дмитро Величко малював з дитинства, але про творчість як професію задумався у 18 років — у сім'ї не було тих, хто мав би стосунок до мистецтва. Перша персональна виставка відбулася на третьому курсі одеського худграфу. Своїм улюбленим художником Дмитро з того часу називає Валентина Філіпенка.
На думку мистецтвознавиці Ганни Носенко, Д. Величко починав від розуміння традиції одеської мальовничої школи, а згодом почав експериментувати в галузі кольорових експресій та абстрактного мистецтва. Його приваблює сфера абстрактного експресіонізму, в якій умовна геометрія виконується підвищеною виразністю почуттів художника. У його безпредметних композиціях лейтмотивом звучать смуги та лінії. «Геометричний знак контрастує з органікою природи та світом речей, відображаючи різноманітність макро- та мікрокосмосу». Творчий шлях Величка пролягає від кольору як засобу зовнішнього опису до кольору як засобу душевного вираження.
Мистецтвознавець Володимир Кудлач звертає увагу на «медитативний абстракціонізм», в рамках якого Величко розвиває традиції одеського нонконформізму. Інший його напрям пов'язаний з імпульсивним, стихійним живописом, коли головним чином створюється колористична гармонія, яка покликана максимально виразити емоцію. «Кольори на роботах Величка набувають флюмінісцентності — вони ніби світяться зсередини…»
Утім, сам Величко категорично не сприймає формулювання «сучасне мистецтво»: «Я не займаюсь „сучасним мистецтвом“, а займаюся творчістю». Однак, з 2015 року його роботи стають дедалі абстрактнішими, з натяками на пейзаж чи сюжет — зачіпками для прочитання. Особливу увагу митець приділяє композиції та кольору, при чому як правило не дає роботам назв — «щоб не обмежувати глядача та дати можливість кожному зробити своє прочитання побаченого». Головною метою мистецтва, на його думку, є не відповідати на запитання, а формулювати та ставити їх.
В той самий час, як педагог Дмитро Величко впевнений, що художнику потрібна вища освіта. Пройти академічну школу, виховати добрий смак, дійти стадії творчості, а головне «отримати максимальну кількість відповідей на свої внутрішні питання щодо себе … не тільки здобути знання, а знати, що з цим багажем робити і як його застосувати». «Ніхто не скасовував інтуїтивного сприйняття та трактування твору, але це не говорить про те, що людина вже розуміється на мистецтві».
Загалом художник організував та провів понад 50 персональних виставок; він є учасником понад 500 колективних виставок в Україні та за кордоном. Його щорічний творчий культурний проєкт під назвою «И30» дев'ять разів проходив під патронатом худграфу в Одесі. Полотна Дмитра Величка зберігаються у приватних колекціях України, Росії, Білорусі, Румунії, Казахстану, Туреччини, Китаю, Польщі, Швейцарії, а також у музейних зібраннях України та Румунії.
У 2017 році команда за участі Д. Величка посіла третє місце на Міжнародному університетському конкурсі снігових скульптур (Харбін, КНР).
Фіналіст міжнародного мистецького конкурсу International Art Prize (Одеса, 2018), взяв участь у низці міжнародних виставок та пленерів.

## Громадська діяльність
Станом на 2022 рік Дмитро Величко очолює громадську організацію «Мотиватор» та Благодійну організацію «Сила українського мистецтва».

### Основні виставки (в хронологічному порядку)
- Выставка молодого художника в Одессе / Взгляд из Одессы, 19.09.2009
- Молодые одесские художники: специфическое видение мира / Взгляд из Одессы, 26.07.2010
- «Льняное золото» / Вечерняя Одесса, 18 ноября 2010
- Лучший подарок для художника / Вечерняя Одесса, 4 февраля 2012
- Воздушные шары деревьев и антенн / Вечерняя Одесса, 8 марта 2012
- Радостный мир Дмитрия Величко / Вечерняя Одесса, 19 января 2013
- Сегодня открывается выставка известного Одесского художника / Лента новостей Одессы, 20.03.2015
- Выставка «Art-Lumus» (живопись). Международный проект «Восход Солнца» / Одесский историко-краеведческий музей, 4 июня 2015
- Прекрасная зависимость от холста / Вечерняя Одесса, 7 февраля 2017
- Двое в музее / Вечерняя Одесса, 13 февраля 2020
- Consonantia від пасіонаріїв / Одеська національна наукова бібліотека, 20.02.2020